# Volební právo (povídka)
Volební právo (anglicky „Franchise“) je krátká vědeckofantastická povídka spisovatele Isaaca Asimova, která vyšla poprvé v srpnu 1955 v časopise If: Worlds of Science Fiction. Byla následně zařazena do povídkových sbírek, např. Earth Is Room Enough (1957) a Robot Dreams (1986). Česky vyšla ve sbírce Sny robotů (1996). V povídce je zmíněn obrovský počítač zvaný Multivac (pojatý jako větší a složitější verze existujícího Univacu), který lze nalézt i v dalších autorových povídkách, např. „Úhel pohledu“, „Žertéř“, „Poslední otázka“ a dalších.

## Postavy
- Norman Muller - volič
- Sarah Mullerová - manželka Normana
- Linda Mullerová - 10letá dcera Sarah a Normana
- Matthew Hortenweiler - otec Sarah
- Phil Handley - agent
- John Paulson - vedoucí programátor Multivacu
- Samson Levine - asistent vedoucího programátora
- Peter Dorogobuzh - asistent vedoucího programátora

## Děj
V budoucnosti (vzhledem k datu vydání povídky) se společnost Spojených států postupně změní v „elektronickou demokracii“. Před volbami počítač Multivac vybere z obyvatel jednu osobu, která zodpoví jen několik otázek a Multivac podle odpovědí a mnoha dalších dat určí výsledek voleb. Odpadají tak nákladné kampaně a vyhrocené předvolební situace, vybraný jedinec se pak většinou stane slavným (na druhou stranu může být i „zatracen“, pokud se vývoj po volbách bude ubírat špatným směrem).
Pro volby v roce 2008 byl vybrán Norman Muller, občan Bloomingtonu v Indianě. On si však není vůbec jist, zda dokáže unést zodpovědnost. Obává se, že výsledek voleb bude neslavný a on bude haněn. Když je převezen do tajného podzemního komplexu, kde se nachází obrovský Multivac, chce to mít co nejrychleji za sebou. Po sérii otázek se uvolní, probudí se v něm vlastenectví a dostaví se pocit hrdosti na to, že reprezentoval celé voličstvo „první a největší Elektronické demokracie“.